# Wiener Neustadt Arena
Die Wiener Neustadt Arena (durch Sponsoring offiziell Wiener Neustadt ERGO Arena) ist ein Fußballstadion in der österreichischen Statutarstadt Wiener Neustadt im Bundesland Niederösterreich.

## Geschichte
Der Neubau wurde am 28. September 2019 eröffnet und dient dem 1. Wiener Neustädter SC als Nachfolger der alten Heimspielstätte. Das erste Spiel wurde am gleichen Tag zwischen den 1. Wiener Neustädter SC Amateuren und den Gästen des 1. SC Felixdorf (0:2) vor 400 Zuschauern ausgetragen. Es bietet aktuell 4000 Besuchern Platz und liegt im Norden von Wiener Neustadt, dem Stadtteil Civitas Nova in einem Industriegebiet. Neben dem Stadion liegen das Hallenbad Aqua Nova und das Trainingsgelände des SCWN. Schon zwei Jahre nach dem Bau beschloss der Verein zusammen mit dem Österreichischen Fußball-Bund die Arena zu adaptieren, um den Standard für internationale Spiele zu erreichen.
Im September 2021 wurde die ERGO Versicherung Namenssponsor der Anlage. Der Vertrag läuft über vier Jahre bis zum 30. Juni 2025.